# Phenacoccus angophorae
Phenacoccus angophorae är en insektsart som beskrevs av Williams 1985. Phenacoccus angophorae ingår i släktet Phenacoccus och familjen ullsköldlöss. Inga underarter finns listade i Catalogue of Life.